# Escuela Militar (métro de Santiago)
Escuela Militar est une station de la Ligne 1 du métro de Santiago, dans la commune de Las Condes, au Chili.

## Histoire
La station, ouverte le 31 août 1980, se situe sur l'extension est de la ligne 1, qui jusque-là prenait fin à la station Salvador. Cette station était le terminus de la ligne jusqu'en janvier 2010, quand trois nouvelles stations ont été ouvertes dans la Avenida Apoquindo, Manquehue, Hernando de Magallanes et Los Dominicos, cette dernière étant le nouveau terminus de la ligne 1 est.
Son nom vient de l'école militaire de Libertador Bernardo O'Higgins. Cette école militaire a été fondée en 1817 par Don Bernardo O'higgins, qui a travaillé dans les environs de la station actuelle Parque O'Higgins. En 1958, l'école a été déplacée vers un vaste enclos situé à quelques mètres de la gare, à proximité de la rocade Américo Vespucio.